# Anartioschiza persquamosa
Anartioschiza persquamosa är en skalbaggsart som beskrevs av Louis Burgeon 1946. Anartioschiza persquamosa ingår i släktet Anartioschiza och familjen Melolonthidae. Inga underarter finns listade i Catalogue of Life.